# Брашеу (Хунедоара)
Брашеу (рум. Brășeu) насеље је у Румунији у округу Хунедоара у општини Зам. Oпштина се налази на надморској висини од 542 m.

## Становништво
Према подацима из 2002. године у насељу је живело 15 становника, од којих су сви румунске националности.